# Pëtr Moiseev
Pëtr Aleksandrovič Moiseev (in russo Пётр Александрович Моисеев?; traslitterazione anglosassone Pyotr Alexandrovich Moiseyev; Podol'sk, 7 marzo 1986) è un bobbista russo.

## Biografia
Iniziò a gareggiare nel 2006 come frenatore per la squadra nazionale russa e debuttò in Coppa Europa a dicembre 2006. Si distinse particolarmente nelle categorie giovanili conquistando quattro medaglie nel bob a quattro ai mondiali juniores di cui due d'oro vinte a Igls 2008 e a Schönau am Königssee 2009 con Dmitrij Abramovič alla guida delle slitte; colse anche un argento e un bronzo rispettivamente a Igls 2012 e a Park City 2011, queste ultime con Nikita Zacharov come pilota.
Esordì in Coppa del Mondo al termine della stagione 2007/08, il 3 febbraio 2008 a Schönau am Königssee dove si piazzò al 15º posto nel bob a quattro con Evgenij Popov alla guida. Colse il suo primo podio il 14 dicembre 2008 a Igls quanfdo fu terzo nella gara a quattro con Dmitrij Abramovič, Filipp Egorov e Andrej Jurkov.
Partecipò alle olimpiadi di Vancouver 2010 non riuscendo il suo equipaggio (pilotato da Aleksandr Zubkov) a prendere parte alla seconda discesa della gara a quattro mentre ai giochi casalinghi di Soči 2014 si classificò al tredicesimo posto nel bob a quattro con Nikita Zacharov alla guida della slitta.
Prese inoltre parte a sei edizioni dei mondiali unicamente nella gara a quattro totalizzando quale miglior risultato il 5º posto ottenuto a Lake Placid 2009. Ai campionati europei invece non andò oltre il sesto posto colto a Altenberg 2012, stavolta con Aleksandr Kas'janov a condurre il mezzo.

## Palmarès

### Mondiali juniores
- 4 medaglie:
  - 2 ori (bob a quattro a Igls 2008; bob a quattro a Schönau am Königssee 2009);
  - 1 argento (bob a quattro a Igls 2012);
  - 1 bronzo (bob a quattro a Park City 2011).

### Coppa del Mondo
- 4 podi (tutti nel bob a quattro):
  - 4 terzi posti.

### Circuiti minori

#### Coppa Europa
- 16 podi (tutti nel bob a quattro):
  - 8 vittorie;
  - 5 secondi posti;
  - 3 terzi posti.

#### Coppa Nordamericana
- 5 podi (tutti nel bob a quattro):
  - 1 vittoria;
  - 2 secondi posti;
  - 2 terzi posti.